# Maureillas-las-Illas
Maureillas-las-Illas (auf Katalanisch Morellàs i les Illes) ist eine französische Gemeinde mit 2.859 Einwohnern (Stand: 1. Januar 2022) im Département Pyrénées-Orientales in der Region Okzitanien. Sie gehört zum Arrondissement Céret und zum Kanton Vallespir-Albères. Die Einwohner werden Maureillanais(es) (katalanisch: Morellasesos) genannt.
Die Gemeinde umfasst die Ortschaften Las Illas, Riunoguès, La Selve und Saint-Martin-de-Fenollar.

## Geografie

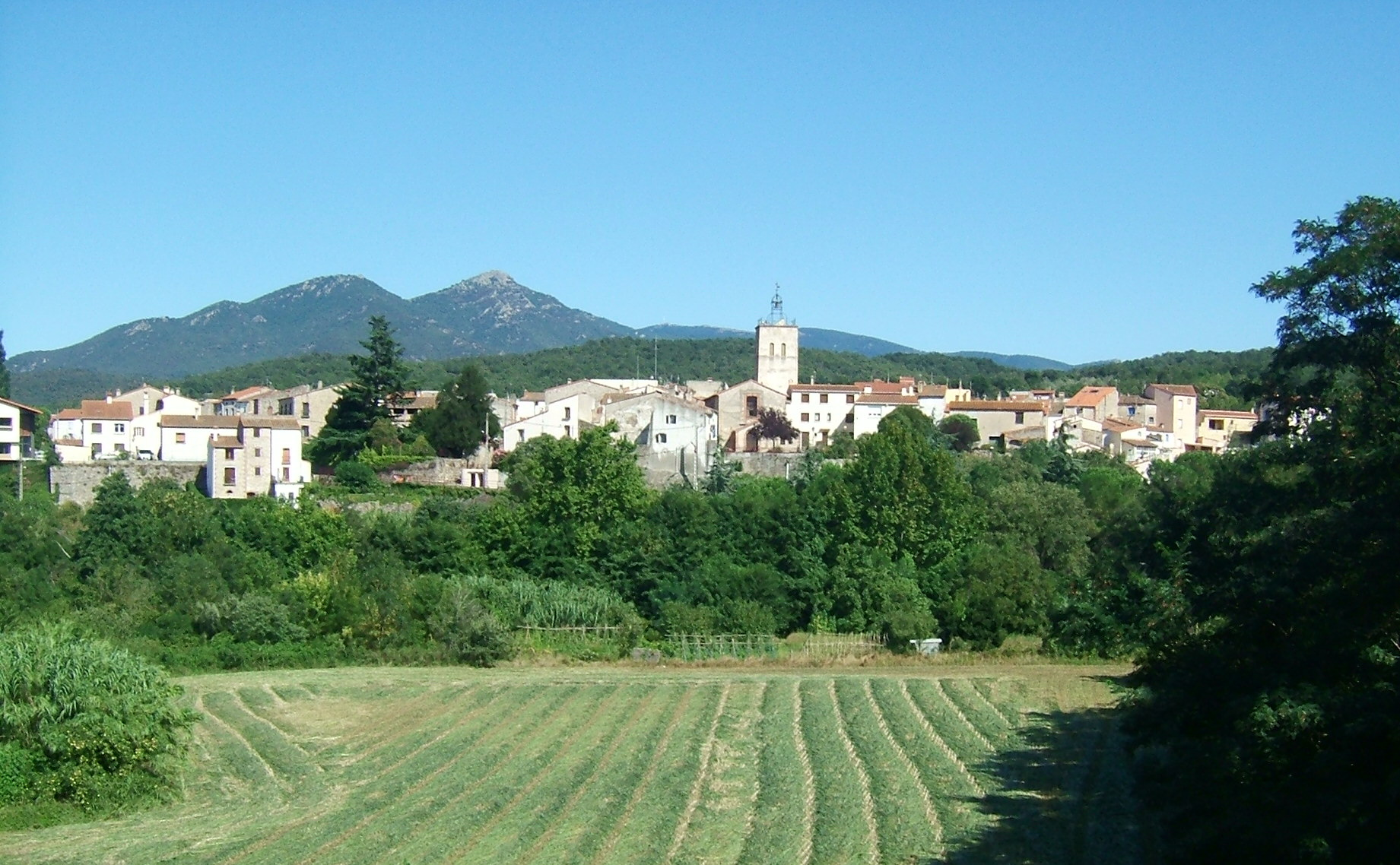
Blick auf die Ortschaft

Maureillas-las-Illas liegt an der spanischen Grenze. Umgeben wird Maureillas-las-Illas von den Nachbargemeinden Saint-Jean-Pla-de-Corts im Norden, Le Boulou im Norden und Nordosten, Les Cluses im Osten, Le Perthus im Osten und Südosten, La Jonquera (Spanien) im Südosten, La Vajol und Agullana (jeweils Spanien) im Süden, Maçanet de Cabrenys (Spanien) im Südwesten sowie Céret im Westen. Hier entspringt der Flüss Maureillas, ein Zufluss des Tech.
Durch die Gemeinde führt die Autoroute A9.

## Geschichte
Seit 1659 gehören die Ortschaften der heutigen Gemeinde zu Frankreich.

### Bevölkerungsentwicklung
| 1962 | 1968 | 1975 | 1982 | 1990 | 1999 | 2006 | 2011 |
| ---- | ---- | ---- | ---- | ---- | ---- | ---- | ---- |
| 1093 | 1108 | 1370 | 1706 | 2037 | 2281 | 2546 | 2672 |

## Sehenswürdigkeiten

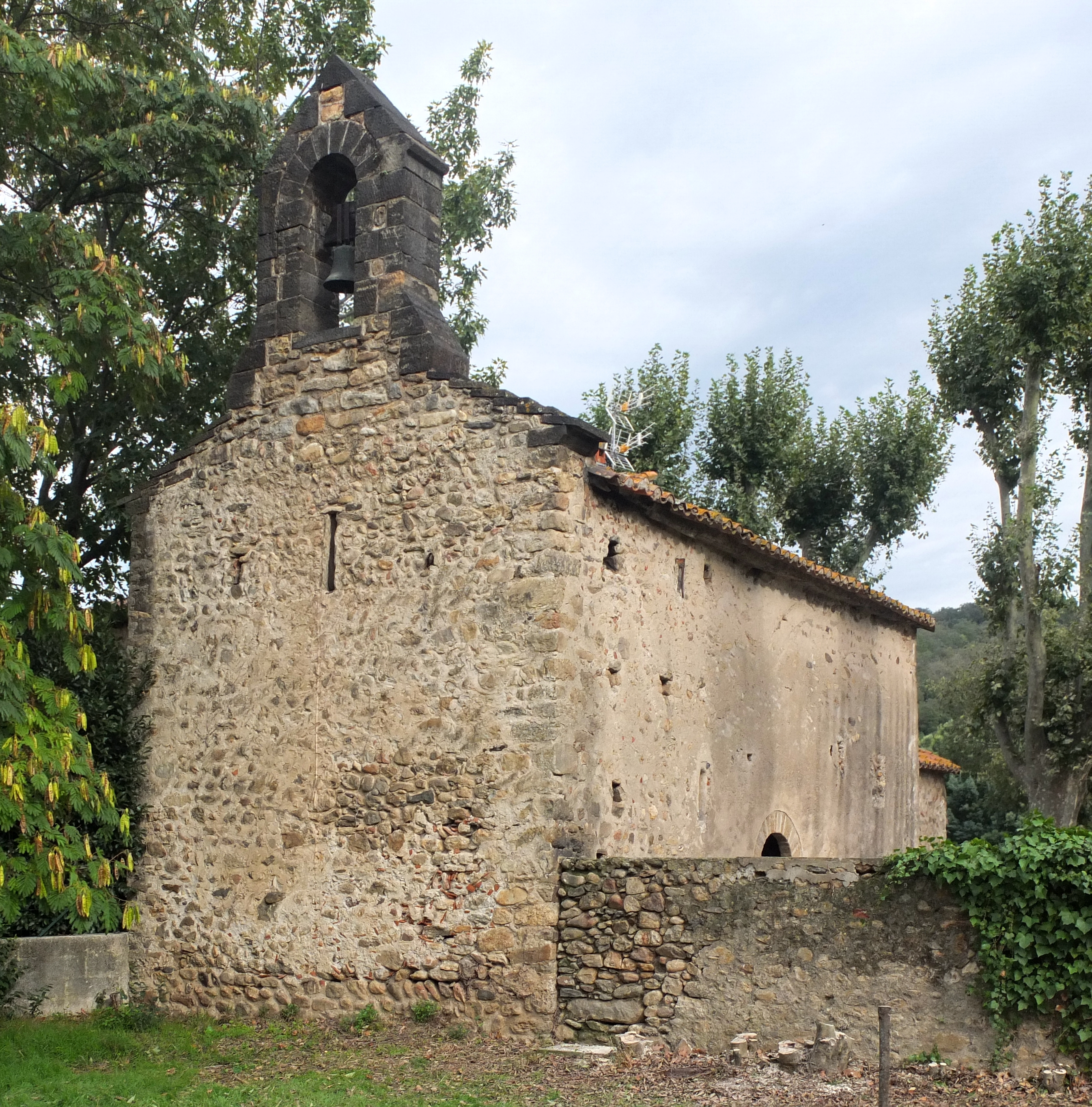
Kapelle Saint-Martin de Fenollar

- Dolmen de la Siureda und Ruinen des Beobachtungsturms Bel Ull
- Kirche Saint-Étienne
- Kirche Saint-Michel-de-Rinogues, romanische Kirche, seit 1989 Monument historique
- Kapelle Saint-Martin de Fenollar, vorromanischer Kirchbau mit mittelalterlichen Fresken
- Kapelle Sainte-Madeleine
- Foyer Municipal
- Altes Rathaus
- Museum Le Liege

## Gemeindepartnerschaften
Mit der französischen Gemeinde Bretteville-l’Orgueilleuse im Département Calvados und mit der spanischen Gemeinde La Vajol in Katalonien bestehen Partnerschaften.